# Homeworld
Homeworld – gra komputerowa z gatunku RTS. Pierwsza edycja ukazała się wyłącznie na platformę Microsoft Windows, lecz wraz z udostępnieniem kodu źródłowego powstały wersje na Linuksa oraz OS X. Jest to pierwsza gra z serii Homeworld.
Od 2013 roku właścicielem praw autorskich do serii Homeworld jest studio Gearbox Software. 25 lutego 2015 nowy producent wydał odświeżone wersje obu części gier – Homeworld HD i Homeworld 2 HD. Z kolei w styczniu 2016 roku studio Blackbird Interactive wydało prequel serii zatytułowany Homeworld: Deserts of Kharak.

## Fabuła
Gracz kieruje poczynaniami rasy Kushan, ludzi żyjących na pustynnej planecie zwanej Kharak. Ze względu na klimat jedynie jej polarne rejony mogły zostać zamieszkane. Prawdziwa przeszłość mieszkańców Kharak została zapomniana.
Naukowcy z Kharak rozpoczęli badania, aby sprawdzić, jak to możliwe, że ludzie rozwinęli się (wyewoluowali) w tak trudnych warunkach. Porównanie DNA z innymi organizmami z planety wykazało brak cech wspólnych. Zrodziło się pytanie o prawdziwe pochodzenie człowieka. Krokiem do odkrycia przeszłości stało się odnalezienie prastarego statku o nazwie Khar-Toba, który znajdował się głęboko pod piaskami na jednej z pustyń Kharak. We wnętrzu statku znajdował się artefakt, kamień z wyrytą mapą galaktyki, nazwany Kamieniem Przewodnim. Wskazywał on nie tylko planetę Kharak, ale i miejsce prawdziwego pochodzenia Kushan: Hiigarę – świat ojczysty (ang. Homeworld).
Wszystkie klany Kushan zjednoczyły się, by wrócić do ojczyzny i poznać przyczyny swojego wygnania. W tym celu wybudowano specjalny statek, zwany Statkiem Matką (ang. Mothership). Miał ponad 6 kilometrów wysokości, a konstrukcja zajęła ponad 60 lat. Proces budowy statku wymagał nowych technologii (często opierających się na tych z Khar-Toba m.in. Rdzeń Hiperprzestrzeni umożliwiający nadświetlne podróże) i nowych poświęceń. Konstrukcja mostku stała się możliwa jedynie dzięki żywemu rdzeniowi – ofierze młodej naukowiec, Karan S'jet, która zintegrowała się fizycznie ze Statkiem Matką. Została nazwana Dowództwem Floty.
Właściwa gra rozpoczyna się w momencie, gdy ukończony Statek Matka opuszcza orbitalną stocznię, w której został zbudowany. Kushanie przeprowadzają próbę hipernapędu, zamierzając dokonać skoku do obrzeży układu Kharak, gdzie wcześniej został wysłany statek „Khar-Selim”, poruszający się z prędkością podświetlną, który miał następnie oczekiwać przybycia Statku Matki. Skok nadprzestrzenny kończy się powodzeniem, ale na miejscu Kushanie odnajdują tylko wrak „Khar-Selima” oraz flotę nieznanych napastników – Najeźdźców Turanickich (ang. Turanic Raiders). Po odparciu ich ataków, Statek Matka dokonuje powrotnego skoku na Kharak. Na miejscu Kushanie odkrywają, iż ich planeta została w międzyczasie zaatakowana i zniszczona. Nikt nie przeżył ataku, z wyjątkiem kilkuset tysięcy osób, zahibernowanych w specjalnych kapsułach hibernacyjnych na orbicie. Nieliczni ocaleni Kushanie opuszczają zniszczoną ojczyznę, wyruszając w drogę do Hiigary.
Kushanie dowiadują się, że za zniszczenie Kharaku odpowiedzialne jest Imperium Taiidańskie (ang. Taiidan Empire), które tysiące lat temu wypędziło ich z Hiigary, skazując na wygnanie. Oni zaś, uruchamiając hipernapęd, złamali nieświadomie warunki dawnego paktu, jaki zabraniał im rozwijania takiej technologii. To właśnie skłoniło Taiidan do zaatakowania i zniszczenia Kharaku. Już na początku swej wędrówki Kushanie napotykają przedstawicieli rasy Bentusi, którzy udzielają im informacji oraz oferują zaawansowane technologie militarne. Stopniowo rosnąc w siłę, Kushanie odpierają kolejną napaść Najeźdźców Turanickich (będących na usługach Imperium Taiidańskiego), a następnie atakują i niszczą taiidańską flotę, odpowiedzialną za zniszczenie Kharaku.
Chcąc uniknąć potężniejszych sił Taiidan w drodze do Hiigary, Kushanie ukrywają się w Wielkiej Mgławicy, gdzie napotykają Kadeshian. Choć ci są nastawieni agresywnie, traktując mgławicę jako swoje święte miejsce – które przybysze zbezcześcili – Kushanie odkrywają, że są spokrewnieni z Kadeshianami – co wskazuje, że ci ostatni także są potomkami wygnańców z Hiigary.
Dzięki informacjom od Bentusi, Kushanie wdzierają się na terytorium Imperium Taiidańskiego przez słabo bronioną stację badawczą nieopodal supernowej. Taiidański imperator Riesstiu IV Drugi, odkrywszy, iż Bentusi pomagają wygnańcom, wydaje rozkaz ich unicestwienia. Kushanie jednak interweniują, atakując i niszcząc flotę napastników. W rewanżu Bentusi zdradzają swoim wybawcom historię ich ludu oraz upadku Imperium Hiigarańskiego, a także zobowiązują się poprzeć ich sprawę przed Radą Galaktyczną.
Na terenie wrogiego imperium, Kushanie z powodu zakłócenia hipernapędu zmuszeni są opuścić nadprzestrzeń i natykają się na taiidańską flotę. Podczas bitwy, dołącza do nich jeden z taiidańskich niszczycieli – „Kapella”. Jego dowódca – kapitan Elson – okazuje się być przywódcą rebelii, jaka wybuchła w Imperium. Kushanie zyskują w ten sposób sojusznika, dzięki któremu poznają najsłabiej strzeżoną drogę do Hiigary.
Kiedy wygnańcy wreszcie docierają do swojego ojczystego świata, przebywający tam na swoim okręcie imperator taiidański Riesstiu IV Drugi, w tajemniczy sposób powoduje paraliż Karan S’jet, wyłączając w ten sposób Statek Matkę. Wkrótce wywiązuje się walka, w której na pomoc Kushanom przybywają taiidańscy rebelianci z kapitanem Elsonem na czele. W końcu Taiidanie zostają pokonani, imperator ginie, zaś po bitwie pojawiają się przedstawiciele Rady Galaktycznej, uznając prawo Kushan do ponownego zamieszkania na Hiigarze.
Po długiej i niebezpiecznej wędrówce, Kushanie w końcu mogą powrócić do swojej ojczyzny, która okazuje się być bujnym, pięknym światem. Karan S’jet, odłączona wreszcie od rdzenia Statku Matki, stawia stopę na Hiigarze jako ostatnia.

## Tryby rozgrywki

### Gra jednoosobowa
Kampanie dla pojedynczego gracza zawierają 16 misji. Gracz rozbudowuje swoją flotę przez całą grę, dzięki możliwości przechowywania części jednostek na pokładzie Statku Matki, lub wykonywania skoku hiperprzestrzennego przez większe jednostki. Poziom trudności rozgrywki rośnie przez cały czas trwania kampanii, głównie przez limitowaną liczbę surowców oraz coraz większą liczbę przeciwników, z którymi musi zmagać się gracz. Najczęstszą receptą na zwycięstwo w danej misji jest użycie znacznie większej floty niż ta, którą posiada przeciwnik. Nie jest to regułą, ponieważ wiele misji posiada zmienne cele wymagające wprawy np. w zwrotności. Przykładem jest ochrona statku przed promieniowaniem pochodzącej od supernowej (misja „Super Nova Station”).
Oryginalnym rozwiązaniem dotyczącym floty jest przejmowanie statków wroga. Taką możliwość daje korweta holownicza. Użycie jej nie jest bezkarne, ponieważ większość jednostek nieprzyjaciela kieruje atak właśnie na korwety holownicze, by chronić się od przejęcia. Opcja przechwycenia jednostek wroga jest dostępna nawet po przekroczeniu limitu jednostek.

### Gra wieloosobowa
Społeczność gry Homeworld była swego czasu bardzo duża, osiągając największą liczbę użytkowników na przełomie 2000 i 2001 roku (ponad 18000 graczy), głównie dzięki oryginalnym trybom rozgrywki. Obecnie (choć nie jest to proste) nadal można spotkać aktywnych graczy. Homeworld posiadał oryginalny serwer do gry wieloosobowej, lecz ze względu na małą liczbę graczy, po wielu latach serwer został zamknięty wraz z wieloma innymi grami obsługiwanymi przez wydawcę. Nadal jednak weterani gry spotykają się i grają dzięki usłudze Tunngle.
Do Homeworld można pobrać szereg map, nowych jednostek, modyfikacji, które są tworzone przez wciąż aktywnych graczy, choć modyfikacje nie są tak liczne, jak szereg modyfikacji do sequela- Homeworld 2.

## Oprawa graficzna
Homeworld jest prekursorem sferycznej grafiki trójwymiarowej w grach RTS. Kamerę można swobodnie obracać w trzech osiach. Zabieg ten daje poczucie otwartości przestrzeni. Na wysokim poziomie graficznym stały również wybuchy i wygląd jednostek.

## Oprawa muzyczna
Tytułowy utwór Homeworldu – „The Ladder” – został nagrany przez zespół rockowy Yes. Większość utworów została skomponowana w stylu ambient przez Paula Ruskaya i to one tworzą klimat rozgrywki. CD z muzyką było dostępne jedynie ze specjalnym wydaniem Homeworld (The Game of the Year Edition of Homeworld). W grze wykorzystano jeden z bardzo znanych utworów muzyki poważnej – Adagio na smyczki Samuela Barbera.

## Wpływ naHomeworld
Homeworld czerpie z gier RTS, książek oraz filmów. Historia przypomina takie tytuły jak StarCraft oraz Dark Reign. Bitwy w Homeworldzie (co przyznają sami autorzy) zostały zaczerpnięte z Gwiezdnych wojen, zaś sposób narracji w wersji angielskiej przypomina ten znany z serii filmów animowanych Robotech. Można również doszukiwać się relacji z Battlestar Galactica poprzez koncepcję powrotu do ojczyzny.
Wiele statków wywodzi się z książek Terran Trade Authority, opublikowanych w latach siedemdziesiątych przez Hamlyn Publishing Group oraz ilustrowanych przez autorów takich, jak Peter Elson czy Chris Foss. Od tego pierwszego wywodzi się jedna z postaci scenariusza – kapitan Elson. Wrota Tannhausera są odniesieniem do filmu Blade Runner. Gra posiada liczne odniesienia do religii takich jak islam, judaizm czy też religia starożytnej Babilonii.
Homeworld stał się pierwowzorem takich tytułów jak Hegemonia: Żelazne legiony czy Far Gate.

### Kontynuacje Homeworlda
We wrześniu 2000 roku wytwórnia Barking Dog Studios wydała samodzielny dodatek nazwany Homeworld: Cataclysm. Akcja rozpoczyna się 15 lat po powrocie do Hiigary. Historia skupia się na ocaleniu Hiigary i całej galaktyki od nowego zagrożenia, nazwanego Bestią.
Sequel, Homeworld 2, został wydany w 2003 roku. W tej części Hiigaranie muszą ochronić Ojczyznę przed nowym wrogiem – rasą Vaygr. Głównym celem stanie się walka o Rdzenie Hiperprzestrzeni, które umożliwią uruchomienie prastarego Statku Przodków.
20 stycznia 2016 roku studio Blackbird Interactive, złożone w znacznej części z dawnych twórców serii, wydało prequel serii – Homeworld: Deserts of Kharak. Akcja gry rozgrywa się ok. 100 lat przed wydarzeniami z pierwszej części serii na pustynnej planecie Kharak. Celem gracza jest zbadanie tajemniczej anomalii odkrytej w samym sercu Wielkiej Opuszczonej Pustyni.

## Nagrody
- E3 1999, Game Critics Awards: Najlepsza Gra Strategiczna Roku
- IGN, 1999: Gra roku
- „PC Gamer”, 1999: Gra roku
- „PC Gamer”, październik 2001: 50 Best Games of All Time (50 najlepszych gier wszech czasów)
- „Computer Gaming World”, 1999: Strategy Game of the Year (gra strategiczna roku)
- GameSpy, 1999: Strategy Game of the Year (gra strategiczna roku)
- CNET Gamecenter, 1999: Strategy Game of the Year (gra strategiczna roku)
- GameSpot, 1999: Best Music of 1999 (najlepsza ścieżka muzyczna w 1999)